# キ88 (航空機)
川崎 キ88
キ88のモックアップ
- 用途：戦闘機
- 分類：戦闘機
- 設計者：土井武夫
- 製造者：川崎航空機工業
- 運用者：大日本帝国陸軍
- 生産数：1機（未成）
- 運用状況：計画中止

キ88は、第二次世界大戦中に計画された日本陸軍の戦闘機。開発・製造は川崎航空機工業。エンジンを胴体中央に配置し機首に大口径機関砲を装備するという、アメリカのP-39 エアラコブラと同じ仕組みの機体であったが、試作途中の昭和18年末に陸軍の製作機種統合整理を受けて開発中止になった。

## 概要
1942年（昭和17年）8月、戦争の進行により強力な防空戦闘機の必要性を感じていた日本陸軍は、川崎が土井武夫技師を主務者として前作キ64を元に独自に研究していた高速戦闘機を採用し、キ88として試作することを命じた。
キ88は液冷式の「ハ140特」エンジンを搭載した単発機だったが、胴体中央部にエンジンを置き延長軸によってプロペラを回転させる形式をとっていた。これは、アメリカ陸軍のベル P-39と同じ形式であり、機首に大口径の機関砲を配備できるメリットがあった。全体的にP-39を色々な部分で参考にしたような機体だったが、P-39が前輪式降着装置であるのに対してキ88は尾輪式であった。冷却器はキ61-IIのものと同一であり、主翼はキ61-IIのものを大型化して使用。胴体の様式はキ64に近いものだったが、キ64では2基を串型に配置していたエンジンは後方のもの1基のみとなり、開いたスペースにプロペラ軸を利用して発射する37mm機関砲を搭載している。その他、機首下面に20mm機関砲を2門装備することにしていた。これは当時の日本製戦闘機としては異例の重武装であった。
1943年6月には既に設計が完了しており、試作指示から程なくしてモックアップが完成し、続いて試作に入った。この時点では試作機2機、増加試作機10機を製造する予定だったが、新機軸が盛り込まれた機体なだけに実用化には様々な困難が予想されたため、陸軍の機種統合整理の対象となり、1943年10月に試作中止となった。1943年9月には試作1号機の主翼と胴体が完成しており、試作中止時点では最終組み立て段階直前だった。
また、排気タービンを有する「ハ140甲」エンジンを搭載し、最大速度690 km/hを発揮できる「キ88改」も計画されており、キ88の増加試作機として3機が製造される予定だったが、キ88と同様に中止となっている。

## スペック
- 全長：10.20 m
- 全幅：12.40 m
- 全高：4.15 m
- 主翼面積：25.00 m2
- 自重：2,950 kg
- 全備重量：3,900 kg
- エンジン：川崎 ハ140特 液冷倒立V型12気筒（離昇出力 1,500 hp） × 1
- 最大速度：600 km/h
- 実用上昇限度：11,000 m
- 航続距離：1,200 km
- 武装
  - 37mm機関砲 × 1（プロペラ軸内装備。モーターカノンとはエンジン配置が異なる）
  - 20mm機関砲 × 2
- 乗員：1名

（データは推算値）